# 原成功大學校門

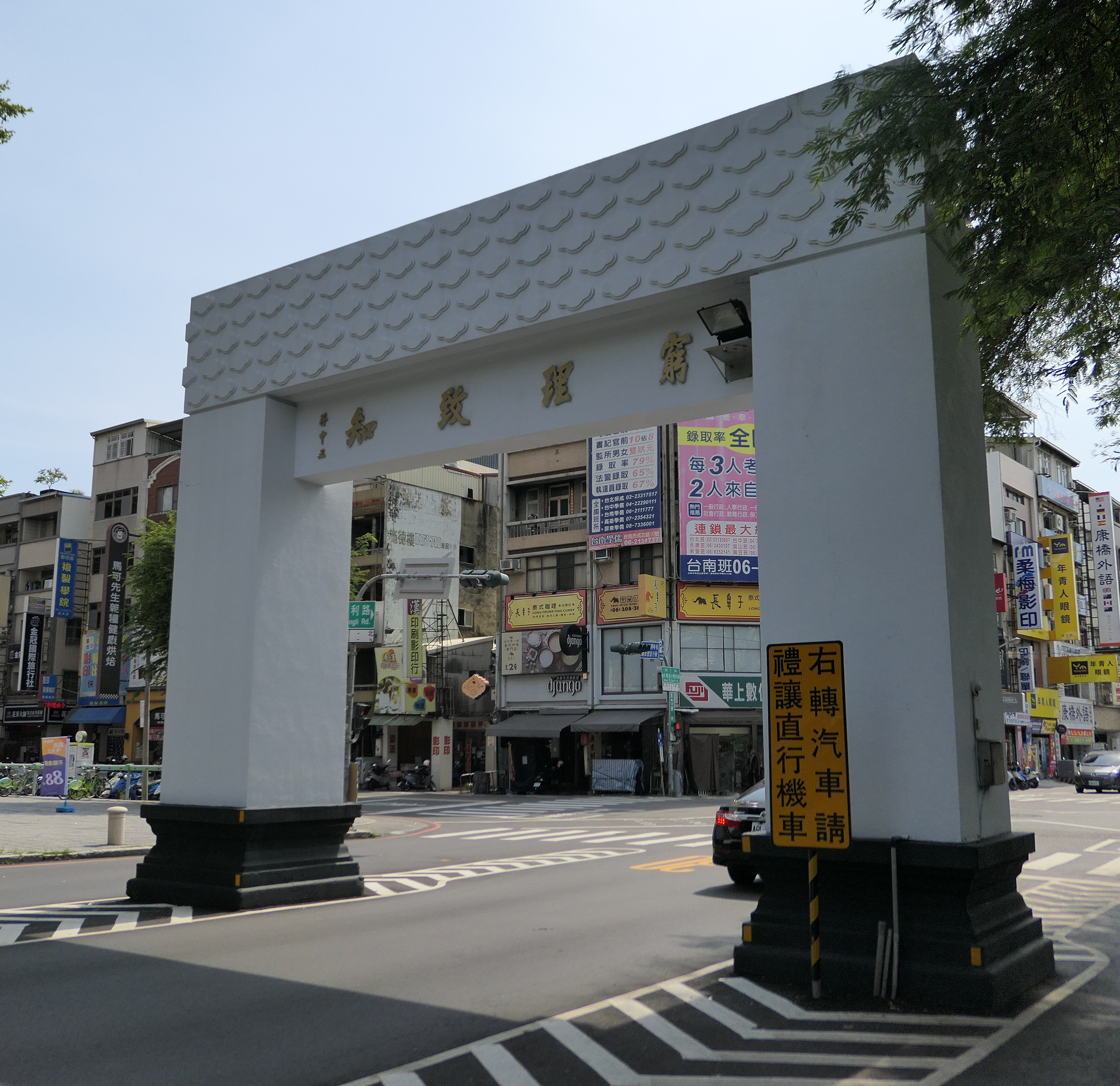
原成功大學校門東面

原國立成功大學校門位於臺灣臺南市東區大學勝利路口，是為了紀念1956年國立成功大學自工學院升格為大學而建造。該建物在國立成功大學在1966年增加光復校區之前，具有區分校內校外的功能。2019年至2020年期間校方向文資處申請把紀念校門列為歷史建築並獲同意進入審議程序，因而具有「暫定古蹟」的身份。2021年6月4日，臺南市政府文化局將該建物公告為歷史建築。

## 沿革
該校門由時任建築系教授賀陳詞設計，最早可追溯到民國45年（1956年）臺灣省立工學院升格為省立成功大學。校方在校門建造完畢後將1951年中華民國總統蔣中正頒發給成功大學的總統題贈墨寶，當時的科技類學校共同校訓「窮理致知」複製鑲嵌於此紀念校門之上。建造時成功大學只有現在的成功校區與勝利校區，所以該建築具有分出校內校外的功能。

## 建築
該校門為現代建築，整體外觀有些類似於凱旋門，但在其上使用中國傳統紋飾修飾。頂部以如意形狀的雲朵紋裝飾，四周雲朵總計210朵，象徵大學自由學風。門柱底座則是簡化的清式須彌座，底座上方高度及寬度比例為1：1.618，即所謂「黃金比例」。而在校門的東面，則掛有蔣中正墨寶「窮理致知」四字校訓，藉以勉勵全校師生。西面頂部，則是掛「國立成功大學」六字。

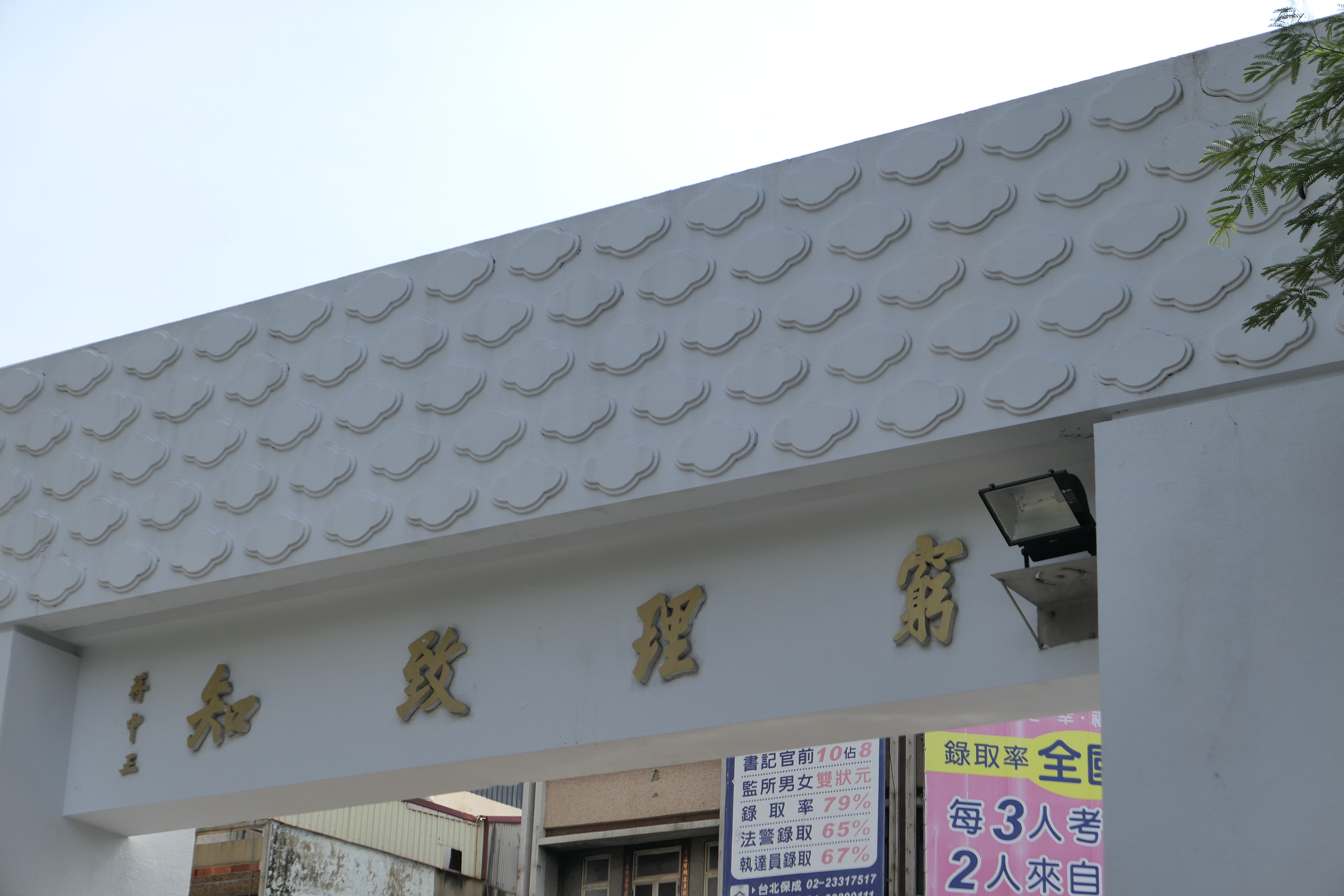
校門頂部特寫
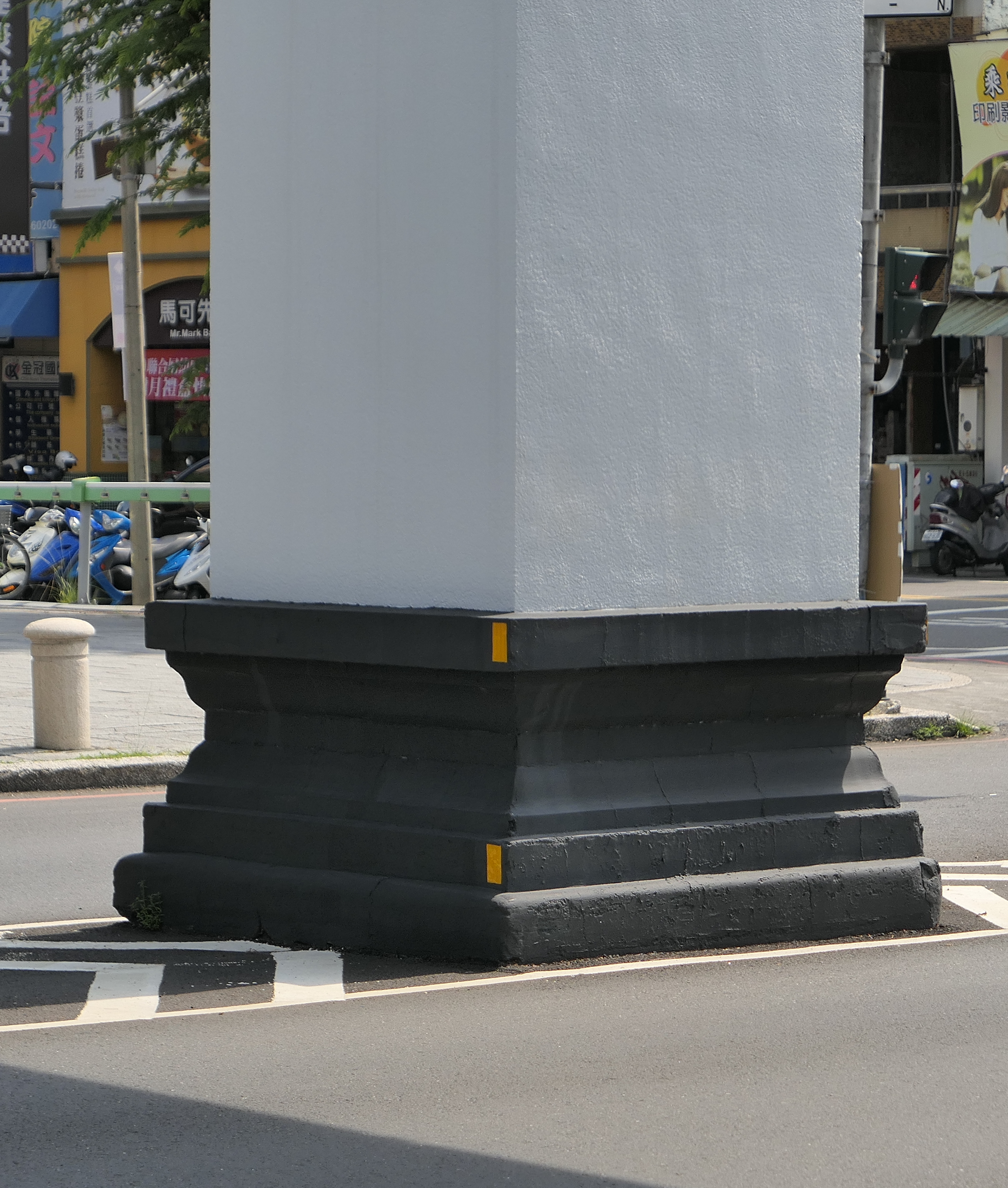
門柱底座